# Inibidor seletivo de exportação nuclear
Inibidores seletivos da exportação nuclear (compostos SINE) são drogas que bloqueiam a Exportin 1 (XPO1). Os compostos SINE participam do processo químico de medicamentos anticâncer; vários estão em desenvolvimento e um (selinexor) foi aprovado para tratamento de mieloma múltiplo como medicamento de último recurso.
O protótipo do inibidor de exportação nuclear é a leptomicina B, um produto natural e metabólito secundário da bactéria Streptomyces. Embora não seja seletivo e seja muito tóxico para uso clínico em humanos, a descoberta de seu mecanismo de ação e propriedades antitumorais levou ao desenvolvimento dos compostos SINE.